# Thanh Nghị
Thanh Nghị là một xã thuộc huyện Thanh Liêm, tỉnh Hà Nam, Việt Nam.
Xã có diện tích 23,09 km², dân số năm 1999 là 9.428 người, mật độ dân số đạt 408 người/km².